# Eugenio D'Ursi
Eugenio D'Ursi (Nápoles, Italia, 7 de mayo de 1995) es un futbolista italiano. Juega de delantero y su club actual es el A. S. Gubbio de la Serie C de Italia, siendo cedido por el F. C. Crotone.

## Trayectoria
Su primer equipo profesional fue el Aversa Normanna, con el que jugó en el tercer y cuarto nivel del fútbol italiano. En enero de 2015 fu cedido al Marcianise de la Serie D hasta el término de la temporada. En julio de 2016 fichó por el Arezzo de la Serie C, donde permaneció durante dos temporadas. Tras un breve paréntesis en el Bisceglie, en agosto de 2018 fue transferido al Catanzaro, club que también militaba en la tercera división.
En 2019 firmó con el club principal de su ciudad natal, el Napoli, que lo cedió hasta 2021 a otro club de la familia De Laurentiis, el Bari de la Serie C. En agosto de 2021 fue cedido al Pescara y en agosto del año siguiente al Foggia, con ambos equipos militando en la Serie C. 
El 6 de enero de 2023, el Crotone, también de la Serie C, anunció el fichaje del delantero. En julio de 2024 fue cedido al A. S. Gubbio, equipo de la misma categoría.

## Clubes
| Club                            | País   | Año         |
| ------------------------------- | ------ | ----------- |
| S. F. Aversa Normanna           | Italia | 2013 - 2015 |
| Progreditur Marcianise (cedido) | Italia | 2015        |
| S. F. Aversa Normanna           | Italia | 2015 - 2016 |
| S. S. Arezzo                    | Italia | 2016 - 2018 |
| A. S. Bisceglie                 | Italia | 2018        |
| U. S. Catanzaro                 | Italia | 2018 - 2019 |
| S. S. C. Napoli                 | Italia | 2019 - 2023 |
| S. S. C. Bari (cedido)          | Italia | 2019 - 2021 |
| Delfino Pescara 1936 (cedido)   | Italia | 2021 - 2022 |
| Calcio Foggia 1920 (cedido)     | Italia | 2022 - 2023 |
| F. C. Crotone                   | Italia | 2023 - 2024 |
| A. S. Gubbio (cedido)           | Italia | 2024 - act. |